# AMD Athlon 64

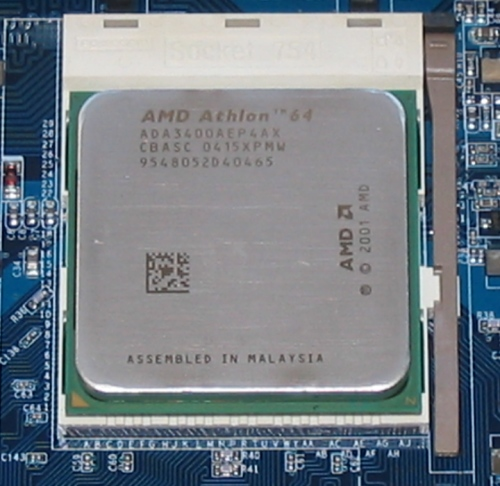
Athlon 64 CG ("Newcastle") en Socket 754.

El AMD Athlon 64 es un microprocesador x86 de octava generación que implementa el conjunto de instrucciones AMD64, que fueron introducidas con el procesador Opteron.
Por primera vez en la historia de la informática, el conjunto de instrucciones x86 no ha sido ampliado por Intel. De hecho Intel ha usado este mismo conjunto de instrucciones para sus posteriores procesadores, como el Xeon Nocona. Intel llama a su implementación Extended Memory Technology -Tecnología de Memoria Extendida- (EM64T), y es completamente compatible con la arquitectura AMD64. La arquitectura AMD64 parece que será la arquitectura informática dominante de la generación de 64 bits, venciendo en este mercado a alternativas como la arquitectura IA-64 de Intel.
El Athlon 64 presenta un controlador de memoria en el propio circuito integrado del microprocesador y otras mejoras de arquitectura que le dan un mejor rendimiento que los anteriores Athlon y Athlon XP funcionando a la misma velocidad, incluso ejecutando código heredado de 32 bits. AMD ha elegido un sistema de medida del rendimiento del procesador basado en los megahercios a los que tendría que funcionar un hipotético Athlon Thunderbird para que diera el mismo rendimiento que un Athlon 64, en lugar de indicar los megahertz a los que funciona realmente.
Hay dos variantes del Athlon 64: El Athlon 64 y el Athlon 64 FX. El Athlon 64-FX es similar al Opteron y más potente que el Athlon 64 normal. Ambos pueden ejecutar código de 16 bits, 32 bits y el propio ensamblador de 64 bits de AMD. En la actualidad, Windows NT 6.x, GNU/Linux, OpenBSD, FreeBSD y NetBSD soportan el modo de 64 bits del Athlon 64, mientras que Microsoft ha sacado una versión de Windows XP para equipos de 64 bits.
NOTA: 
El Athlon 64 también presenta una tecnología de reducción de la velocidad del procesador llamada Cool'n'Quiet, 'Frío y Silencioso'. Cuando el usuario está ejecutando aplicaciones que requieren poco uso del procesador, la velocidad del mismo y su voltaje se reducen. Esto provoca que los máximos de consumo bajen de 89 W a 22 W.
El Athlon 64 viene en tres zócalos para CPU: Uno tiene 754 patillas, otro 939 patillas y el restante 940. El de menor patillaje soporta un solo canal de memoria. El socket 939 tiene soporte para memoria en configuración Dual Channel, del tipo RAM DDR. A mediados del año 2006 se introdujo el socket AM2, de 940 pines, conllevando la implementación de memorias DDR2 en plataformas Athlon 64.

## Modelos Athlon 64

### Sledgehammer (130 nmSOI)
- CPU-Stepping: SH-B3, SH-C0, SH-CG

### Clawhammer (130 nmSOI)
- CPU-Stepping: C0, CG
- Terminación: AR, AP o AS
- L1-Caché: 64 + 64 KiB (Data + Instructions)
- L2-Caché: 1024 KiB, fullspeed
- MMX, Extended 3DNow!, SSE, SSE2, AMD64, Cool'n'Quiet, Bit NX (únicamente CG)
- Socket 754, HyperTransport (800 MHz, HT800)
- Socket 939, HyperTransport (1000 MHz, HT1000)
- VCore: 1,5 V
- Thermal Design Power (TDP): 89 W max
- Lanzamiento: 23 de septiembre de 2003
- Frecuencia del reloj: 1800 - 2400 MHz

### Newcastle (130 nmSOI)
Es un Clawhammer mejorado, con solo 512KB L2-Caché posibles.
- CPU-Stepping: CG
- Terminación: AX o AW
- L1-Caché: 64 + 64 KiB (Data + Instructions)
- L2-Caché: 512 KB, fullspeed
- MMX, Extended 3DNow!, SSE, SSE2, AMD64, Cool'n'Quiet, Bit NX
- Socket 754, HyperTransport (800 MHz, HT800)
- Socket 939, HyperTransport (1000 MHz, HT1000)
- VCore: 1,5 V
- Thermal Design Power (TDP): 89 W max
- Lanzamiento: 2004
- Frecuencia del reloj: 1800 - 2400 MHz

### Winchester (90 nmSOI)
- CPU-Stepping: D0
- Terminación:...BI
- L1-Caché: 64 + 64 KB (Data + Instructions)
- L2-Caché: 512 KB, fullspeed
- MMX, Extended 3DNow!, SSE, SSE2, AMD64, Cool'n'Quiet, Bit NX
- Socket 939, HyperTransport (1000 MHz, HT1000)
- VCore: 1,4 V
- Thermal Design Power (TDP): 67 W max
- Lanzamiento: septiembre de 2004
- Frecuencia del reloj: 1800 / 2200 MHz

### Venice (90 nmSOI)
- CPU-Stepping: E3 & E6
- Terminación:
- L1-Caché: 64 + 64 KB (Data + Instructions)
- L2-Caché: 512 KB, fullspeed
- MMX, Extended 3DNow!, SSE, SSE2, AMD64, Cool'n'Quiet, Bit NX
- Socket 939, HyperTransport (1000 MHz, HT1000)
- VCore: 1,4 V
- Thermal Design Power (TDP): 67 W max
- Lanzamiento: septiembre de 2004
- Frecuencia del reloj: 1800 / 2200 MHz

### San Diego (90 nmSOI)
- CPU-Stepping: E4
- Terminación:...BN
- L1-Caché: 64 + 64 KiB (Data + Instructions)
- L2-Caché: 1024 KiB, fullspeed
- MMX, Extended 3DNow!, SSE, SSE2, SSE3, AMD64, Cool'n'Quiet, Bit NX
- Socket 939, HyperTransport (1000 MHz, HT1000)
- VCore: 1,35 V o 1,4 V
- Thermal Design Power (TDP): 89 W max.
- Lanzamiento: 15 de abril de 2005
- Frecuencia del reloj: 2200 - 3000 MHz.

### Manchester (90 nm SOI)
- CPU-Stepping: F1
- L1-Caché: 64 + 64 KiB (Data + Instructions)
- L2-Caché: 512 KiB, fullspeed
- MMX, Extended 3DNow!, SSE, SSE2, SSE3, AMD64, Cool'n'Quiet, Bit NX
- Socket AM2, 1000 MHz HyperTransport (HT1000)
- VCore: 1,35 V
- Thermal Design Power (TDP): 89 W max
- Lanzamiento: 15 de abril de 2005
- Frecuencia del reloj: 2200 - 2600 MHz

### Orleans (90 nm SOI)
- CPU-Stepping: F2
- L1-Caché: 64 + 64 KiB (Data + Instructions)
- L2-Caché: 512 KiB, fullspeed
- MMX, Extended 3DNow!, SSE, SSE2, SSE3, AMD64, Cool'n'Quiet, Bit NX
- Socket AM2, 1000 MHz HyperTransport (HT1000)
- VCore: 1,25 V o 1,4 V
- Thermal Design Power (TDP): 62 W max
- Lanzamiento: 23 de mayo de 2006
- Frecuencia del reloj: 2000 - 3200 MHz

### Lima (65 nm SOI)
- CPU-Stepping: G1
- L1-Caché: 64 + 64 KiB (Data + Instructions)
- L2-Caché: 512 KiB, fullspeed
- MMX, Extended 3DNow!, SSE, SSE2, SSE3, AMD64, Cool'n'Quiet, Bit NX, AMD-V
- Socket AM2, 1000 MHz HyperTransport (HT1000)
- VCore: 1,25 V, 1,35 V o 1,4 V
- Thermal Design Power (TDP): 45 W max
- Lanzamiento: 20 de febrero de 2007
- Frecuencia del reloj: 2000 - 2800 MHz